# Marquesado del Valle de Santiago
El marquesado del Valle de Santiago es un título nobiliario hereditario español, creado por el rey Felipe V, previo vizcondado de Berrotarán a favor de Francisco Berrotaran y Gainza, natural de Irún (Guipúzcoa), que pasó a residir en Cuba. El actual titular es el general de brigada Ignacio María de Olazábal y Elorz.

## Marqueses del Valle de Santiago
|                       | Titular                           | Periodo               |
| Creación por Felipe V | Creación por Felipe V             | Creación por Felipe V |
| --------------------- | --------------------------------- | --------------------- |
| I                     | Francisco de Berrotarán y Gainza  | 1703-1713             |
| II                    | Miguel Berroterán y Tovar         | 1713-1738             |
| III                   | Francisco Berroterán y Tovar      | 1738-1777             |
| IV                    | Miguel Berroterán y Tovar         | 1777                  |
| V                     | José María Berroterán y Gedler    | 1777                  |
| VI                    | José Miguel Berroterán y Gedler   | -1830                 |
| VII                   | José Ignacio de Olazábal y Bordiú | -1991                 |
| VIII                  | Ignacio María de Olazábal y Elorz | 1992- actual titular  |